# Saliba Douaihy
Saliba Douaihy (* 14. September 1915 in Ehden, Libanon; † 21. Januar 1994, New York City, USA) war ein libanesischer Maler und Buntglas-Künstler. Zunächst im Abstrakten Expressionismus zu verordnen, schloss er sich zeitlebens keiner Kunstrichtung an und entwickelte seinen eigenen, unverkennbaren Stil der flachen Malerei des unendlichen Raumes, die der Abstrakten Malerei zugeordnet wird.

## Herkunft und Ausbildung
Saliba Douaihy stammte aus einer wirtschaftlich gutsituierten und angesehenen Familie im Norden Libanons. Sein Vater förderte früh sein künstlerisches Talent und schickte ihn 1929 mit 14 Jahren nach Beirut, wo er als Lehrling eine zweijährige Ausbildung beim etablierten Maler Habib Srour (1860–1938) absolvierte. Dieser war ein bekannter Porträtmaler, der auch mit der Malerei von religiösen Figuren sein Geld verdiente. Mit der finanziellen Hilfe einiger Unterstützer konnte sein Vater schließlich das Geld aufbringen, um ihn 1932 mit einem kulturellen Austauschprogramm in Frankreich an der renommierten École nationale supérieure des beaux-arts de Paris anzumelden. Dort bestand er nicht nur das Auswahlverfahren, sondern schnitt auch als Zweitbester bei einem Test der mehreren Tausend Bewerber ab. Er absolvierte dort die Malerei-Klassen von Paul Albert Laurens und Louis Roger sowie die der Fresken-Malerei bei Pierre-Henri Ducos de La Haille. Bereits nach zwei Jahren gewann er den Schulpreis und durfte daraufhin im Salon der Société des Artistes Français ausstellen. 1936 kehrte er mit einem Abschluss in den Libanon zurück.

## Künstlerisches Wirken im Libanon (1936–1950)
Im selben Jahr eröffnete er in Beirut sein eigenes Studio, wirkte seitdem als freischaffender Künstler und erhielt viele nationale Auszeichnungen. 1939 war er im Libanon-Pavillon auf der Weltausstellung in New York vertreten und 1945 konnte er eine große Solo-Ausstellung im Saint Georges Hotel in Beirut durchführen. 1947 wurde er am Collège de la Sagesse zum Professor ernannt. Große Aufmerksamkeit erzielte er in diesen Jahren auch durch die Beauftragung von Anton Peter Arida, dem Maronitischen Patriarchen von Antiochien und dem ganzen Orient zur Dekoration der maronitischen Kirche in Dimane/Bischarri-Distrikt.

## Immigration nach New York und Wirken in den USA (1950–1983)
1950 wurde er vom Präsidenten zum Kulturbeauftragten ernannt und gebeten, seine libanesische Kunst in den USA und Mexiko zu präsentieren und für den Libanon und die Kultur des Landes zu werben. Douaihy ging aber vor allen Dingen nach New York, weil er bemerkte, dass ein kritischer Dialog über Kunst im Libanon nicht erwünscht ist, obwohl ihm bewusst war, dass er sich in den USA ganz neu behaupten wird müssen. Er bezeichnete später New York als „große Offenbarung“. Sein geräumiges Studio befand sich im Dachstuhl der maronitischen Kirche im Stadtteil Brooklyn. Auch hier schuf er die Buntglasfenster und das Altarbild für die Kirche. Er lernte Mark Rothko, Hans Hoffmann und Ad Reinhardt kennen und konnte letzteren davon begeistern, die großen antiken Städte des Libanon zu besuchen. Zwischen 1954 und 1956 kehrte er in den Libanon zurück, um die religiösen Bilder in der Kirche des Heiligen Johannes, des Täufers in Zgharta zu malen. 1956 erhielt er den Zedernorden („National Order of the Cedar“) als höchste staatliche Auszeichnung im Libanon.
1961 besuchte er die Vorlesungen von Eugen Kollman an der New School for Social Research zur Ästhetik und beschäftigte sich mit den Schriften von Immanuel Kant, die auch seine Arbeitsweise beeinflussten. Die Suche nach dem Erhabenen und die Reduktion aller Elemente auf ihren Wesenskern waren in der Folge Motive seiner Arbeiten. Die Flachheit des Farbauftrages und das Konzept von der Unendlichkeit des Raumes, die ihm vorschwebten, erreichte er jedoch erst durch die Inspiration der Werke von Josef Albers. Er war 1968 auf der jährlichen Ausstellung der Pennsylvania Academy vertreten und erhielt zusammen mit Helen Frankenthaler, Richard Diebenkorn, Will Barnet, Isamu Noguchi und Seymour Lipton eine Auszeichnung der Academy. 1972 bis 1974 folgte er letztmalig einer Einladung in den Libanon, um die Buntglasfenster-Panelen in der Kirche des Heiligen Scharbels in Aannayam Byblos anzufertigen. 1978 konnte er unter dem Titel „The art of Saliba Douaihy: a retrospective exhibition“, eine große Solo-Ausstellung im North Carolina Museum of Art in Raleigh durchführen. Im selben Jahr produzierte er 65 Glasfenster für die Kirche der „Lady of Lebanon“ in Jamaica Plain, einem Stadtteil von Boston. 1980 erhielt er die Goldmedaille der Accademia d’Italia für Kunst.

## Letzte Lebensjahre in London und Paris (1983–1994)
1983 siedelte Douaihy zunächst nach London, 1986 dann nach Paris über. 1993 war er nochmal mit Werken in der Hauptausstellung des Institut du monde arabe in Paris vertreten. 1994 verstarb Douaihy mit 79 Jahren und hinterließ seine Frau und eine Tochter. Sein Leichnam wurde auf seinen Wunsch hin in seinem Geburtsdorf Ehden verbrannt.
2013 gründete sein Großneffe Robert Wihbey die Saliba Douaihy Foundation als gemeinnützige Organisation mit Sitz in Springfield, Massachusetts.

## Oeuvre
Douaihy entwickelte früh einen „eigenen Stil, der stark von den Landschaften seiner Heimat, den rustikalen Dörfern, der lokalen Architektur und den Pastelltönen inspiriert war“.
Nach seiner Heimkehr aus Paris „erlebte seine Karriere einen entscheidenden Wandel, da er einen einzigartigen und unverwechselbaren Stil mit besonderem Augenmerk auf Farben und chromatische Harmonie entwickelte, ein Stil, der später seinen internationalen Erfolg begünstigen sollte. Die amerikanischen Kunstkritiker, die Saliba Douaihys Gemälde während seiner Zeit an der Ostküste begegneten, bezeichneten sie als wahrhaft mediterran und wiesen auf die warme Palette des Künstlers aus Rot-, Orange- und Gelbtönen hin. Die Farben, die Douaihy verwendete, waren tatsächlich voller Leben und Wärme, obwohl er bereit war, von seinem sogenannten provinziellen Stil abzuweichen“.
Erst in den USA hat er mit dem „Abstrakten Expressionismus und verschiedenen zeitgenössischen Stilen experimentiert, viel über die Philosophie von Immanuel Kant und die Farbpraktiken von Josef Albers gelesen und war von der Einfachheit fernöstlicher Drucke fasziniert. Infolgedessen widmete er sich in seinen Darstellungen flachen Flächen und monochromatischen Formen, verwendete gerade Linien und definierte Formen durch harte Kanten, suchte nach dem Erhabenen, indem er seinen Gemälden überflüssige Elemente entzog und stattdessen spontane Pinselstriche verwendete. Douaihy gelang es, eine absolute Vereinfachung zu erreichen“.
Insbesondere die Bilder aus seiner letzten Schaffensphase erzielen heute am Kunstmarkt sechsstellige Preise.

## Gruppenausstellungen
- 1939 – Libanon Pavilion, Weltausstellung, New York, USA
- 1947 – National Museum of Art, Beirut, Libanon
- 1952 – Philadelphia Museum of Art, Pennsylvania, USA
- 1967 – „Seven Decades“, Solomon R. Guggenheim Museum, New York, USA
- 1968 – The One Hundred Sixty-third Annual Exhibition of American Paintings and Sculpture, Pennsylvania Academy of Fine Arts, USA
- 1970 – Birla Institute of Art and Culture, Calcutta, India
- 1973 – Salon de Réalités Nouvelles, Paris, France
- 1974 – Butler Institute of American Art, Youngstown, Ohio, US
- 1977 – Museo del Folklore Romano, Rom, Italien
- 1978 – University Art Gallery, Albany, New York, US
- 1989 – Barbican Gallery, London, UK
- 1989 – Institut du monde Arabe, Paris, Frankreich
- 2012 – „Art From Lebanon“, Beirut Exhibition Center, Beirut, Libanon
- 2014 – „Sky Over The East“, Emirates Palace, VAE
- 2016 – „The Sea Suspended“, Tehran Museum of Contemporary Art, Teheran, Iran
- 2016 – „The Short Century,“ Sharjah Museum, Sharjah, VAE
- 2017 – „Chefs-d’Oeuvre de l’Art Moderne et Contemporain Arabe“, Institut du Monde Arabe, Paris, Frankreich
- 2017 – „Lines of Subjectivity: Portrait and Landscape Paintings“, Jordan National Gallery, Amman, Jordanien
- 2017 – „Poetics, Politics, Places“, Museo Provincial de Bellas Artes Timoteo Navarro in Tucumán, Argentinien
- 2018 – „A Century in Flux“, Sharjah Art Museum, Sharjah, UAE
- 2018 – „Melancholia“, The Boghossian Foundation, Brüssel, Belgien
- 2018 – „Millenia of Creativity“, Nabu Museum, El Heri, Libanon
- 2018 – „Ten Stories from the Sursock Museum Collection“, Nicolas Sursock Museum, Beirut, Libanon
- 2018 – „The Permanent Collection“, AUB Byblos Bank Art Gallery, Libanon
- 2019 – „Traces of Drawings“, Nabu Museum, El Heri, Libanon
- 2020 – „Modern Masters“, Meem Gallery, Dubai, VAE
- 2020 – „Taking Shape: Abstraction from the Arab World, 1950-1980s“, Grey Art Gallery, New York, USA

## Einzelausstellungen
- 1945 – Gallery One, Beirut, Libanon
- 1945 – Saint Georges Hotel and Yacht Club, Beirut, Libanon
- 1949 – Gallery One, Beirut, Libanon
- 1954 – Lebanese Club, Mexiko City, Mexiko
- 1966 – Contemporaries Gallery, New York, USA
- 1973 – Gallery One, Beirut, Libanon
- 1976 – Livingston-Learmonth Gallery, New York, USA
- 1978 – „Retrospective Exhibition“, North Carolina Museum of Art, Raleigh, USA
- 1979 – Mountain Top Gallery, Windham, New York, USA
- 1979 – „The Art and Science Center“, Nashua, New Hampshire, USA
- 1993 – „Retrospective Exhibition“, Institut du Monde Arabe, Paris, Frankreich

## Sammlungen (Auswahl)
- Solomon R. Guggenheim Museum, New York, USA

- Museum of Modern Art, New York, USA

- Private collection of David Rockefeller, New York, USA

- Albright-Knox Art Gallery, New York, USA

- Herbert F. Johnson Museum of Art, Cornell University, Ithaca, New York, USA

- New York University Art Collection, New York, USA

- Newark Museum of Art, New Jersey, USA

- Birmingham Museum of Art, Alabama, USA

- Mathaf: Arab Museum of Modern Art, Doha, Katar

- Ramzi and Saeda Dalloul Art Foundation, Beirut

- Barjeel Art Foundation, Sharjah, VAE

- Jordan National Gallery of Fine Arts, Amman

- Institut du Monde Arabe, Paris, Frankreich

- Birla Academy of Art and Culture, Kalkutta, Indien